# Ramona Portwich
Ramona Portwich (Rostock, 5 januari 1967) is een (Oost-)Duitse kanovaarster.
Portwich won tijdens de Olympische Zomerspelen 1988 de gouden medaille in de K4 500m met het Oost-Duits team. vier jaar later won ze opnieuw goud nu op de K2 500m samen met Anke Nothnagel en zilver in de K4 500m. Op de Spelen van 1996 won ze opnieuw goud op de K4 500m en zilver op de K2 500m samen met Birgit Fischer.
Portwich werd dertien keer wereldkampioen, twee keer tweede en een keer derde. Op de marathon werd ze een keer tweede op de wereldkampioenschappen.

## Belangrijkste resultaten

### Olympische Zomerspelen
| Editie | Plaats    | Resultaten      |
| ------ | --------- | --------------- |
| 1988   | Seoel     | K4 500m         |
| 1992   | Barcelona | K2 500m K4 500m |
| 1996   | Atlanta   | K4 500m K2 500m |

### Wereldkampioenschappen vlakwater
| Jaar | Plaats      | Resultaten                   |
| ---- | ----------- | ---------------------------- |
| 1987 | Duisburg    | K4 500m                      |
| 1989 | Plovdiv     | K2 5000m                     |
| 1990 | Poznań      | K2 500m · K2 5000m · K4 500m |
| 1991 | Parijs      | K2 500m · K2 5000m · K4 500m |
| 1993 | Kopenhagen  | K2 5000m · K4 500m · K2 500m |
| 1994 | Mexico-Stad | K4 500m · K4 200m            |
| 1995 | Duisburg    | K2 500m · K4 500m · K4 200m  |

1960: Antonina Seredina & Maria Sjoebina ·
1964: Roswitha Esser & Annemarie Zimmermann ·
1968: Roswitha Esser & Annemarie Zimmermann ·
1972: Jekaterina Koerysjko & Ljoedmila Pinajeva-Chvedosjoek ·
1976: Nina Gopova & Galina Kreft ·
1980: Martina Bischof & Carsta Genäuß ·
1984: Agneta Andersson & Anna Olsson ·
1988: Anke Nothnagel & Birgit Schmidt-Fischer ·
1992: Ramona Portwich & Anke von Seck-Nothnagel ·
1996: Agneta Andersson & Susanne Gunnarsson-Wiberg ·
2000: Birgit Fischer & Katrin Wagner-Augustin ·
2004: Natasa Janics & Katalin Kovács ·
2008: Natasa Janics & Katalin Kovács ·
2012: Tina Dietze & Franziska Weber ·
2016: Danuta Kozák & Gabriella Szabó ·
2020: Lisa Carrington & Caitlin Regal ·
2020: Lisa Carrington & Alicia Hoskin
1984: Agafia Constantin & Nastasia Ionescu & Tecla Marinescu & Maria Ştefan ·
1988: Anke Nothnagel & Ramona Portwich & Birgit Schmidt-Fischer & Heike Singer ·
1992: Kinga Czigány & Éva Dónusz & Rita Kőbán & Erika Mészáros ·
1996: Birgit Fischer & Manuela Mucke & Ramona Portwich & Anett Schuck ·
2000: Birgit Fischer & Manuela Mucke & Anett Schuck & Katrin Wagner-Augustin ·
2004: Birgit Fischer & Carolin Leonhardt & Maike Nollen & Katrin Wagner-Augustin ·
2008: Fanny Fischer & Nicole Reinhardt & Katrin Wagner-Augustin & Conny Waßmuth ·
2012: Krisztina Fazekas & Katalin Kovács & Danuta Kozák & Gabriella Szabó ·
2016: Tamara Csipes & Krisztina Fazekas-Zur & Danuta Kozák & Gabriella Szabó ·
2020: Kozák & Csipes & Kárász & Bodonyi ·
2024: Carrington & Hoskin & Brett & Vaughan